# Akrotiribukten
Akrotiribukten (grekiska: Kólpos Akrotíriou, engelska: Akrotiri Bay) är en bukt i södra Cypern och i det av Storbritannien avhängiga territoriet Akrotiri och Dhekelia.